# Nizza-Alassio 1987
La Nizza-Alassio 1987, nona edizione della corsa, si svolse il 18 febbraio 1987 su un percorso di 175 km. La vittoria fu appannaggio dell'italiano  Giuseppe Calcaterra, che completò il percorso in 4h20'00", precedendo lo svedese Patrick Serra ed il belga Benny Van Brabant.

## Ordine d'arrivo (Top 10)
| Pos. | Corridore           | Squadra                     | Tempo    |
| ---- | ------------------- | --------------------------- | -------- |
| 1    | Giuseppe Calcaterra | Atala-Ofmega                | 4h20'00" |
| 2    | Patrick Serra       | Ariostea                    | ?        |
| 3    | Benny Van Brabant   | Selca-Thermomec-Conti-Galli | ?        |
| 4    | Ezio Moroni         | Atala-Ofmega                | ?        |
| 5    | Pierino Gavazzi     | Remac-Fanini                | ?        |
| 6    | Marco Saligari      | Ariostea                    | ?        |
| 7    | Casimiro Moreda     | BH Sport                    | ?        |
| 8    | Franco Ballerini    | Magniflex-Centroscarpa      | ?        |
| 9    | Hans Daams          | PDM-Ultima-Concorde         | ?        |
| 10   | Dirk Demol          | ADR                         | ?        |